# Week End
"Week End"發行於1990年4月21日。和收錄在專輯Blue Blood當中的版本，在編曲上有些不同。各段落的吉他和鋼琴的旋律都有所不同，也成為之後現場演唱所使用的版本。
B面則是於1990年4月2日在日本武道館現場演出的"Endless Rain"。

## 曲目
| 曲序 | 曲目                | 时长 |
| ---- | ------------------- | ---- |
| 1.   | Week End            | 5:45 |
| 2.   | Endless Rain (Live) | 6:59 |